# Komödianten (1913)
Komödianten ist ein deutsches Stummfilmdrama in zwei Akten von Urban Gad aus dem Jahr 1913. Es zählt zu den verschollenen Filmen des Regisseurs.

## Handlung
Kamma Dieser ist der unumstrittene Star einer Großstadtbühne. Sie ist nicht nur beruflich erfolgreich, sondern hat auch ihr privates Glück gefunden: Seit Jahren sind sie und Schauspieler Zelten ein Paar. Der Verbindung entstammt Sohn Maurice, der inzwischen im Kleinkindalter ist. Eines Tages wird am Theater eine neue Schauspielerin engagiert. Harriet Wanner ist jung und schön – Zelten verliebt sich in sie. Kamma glaubt an eine harmlose Schwärmerei, muss jedoch erkennen, dass Zelten sie belügt, um mit Harriet zusammen zu sein. Sie gibt Zelten schweren Herzens frei und stürzt sich in ihre Arbeit. Maurice bleibt bei ihr.
Am Schauspielhaus steht die Premiere des modernen Stückes Pierrots Tod von Arthur Lichtinger kurz bevor. Lichtinger selbst fungiert als Regisseur und verzweifelt an der Arbeit der Schauspieler. Nur Kamma zeigt wirkliches Verständnis für sein Werk und bald entwickelt sich aus der beruflichen Beziehung eines Liebesbeziehung, die Kamma über den Verlust Zeltens hinweghilft. Das Glück ist jedoch nur von kurzer Dauer, da Maurice schwer erkrankt und am Krankenbett nach seinem Vater verlangt. Kamma sucht Zelten auf, der ihr den Wunsch, Maurice zu besuchen, abschlägt. Als sich Maurices Zustand bedrohlich verschlechtert, begibt sich Kamma erneut zu Zelten und fleht ihn in seiner Bühnengarderobe an, seinen Sohn aufzusuchen. Er stimmt schließlich zu und fängt die fast ohnmächtige Kamma auf. In dem Moment erscheint Lichtinger, der von Harriet eine entsprechende Nachricht erhalten hat, und missdeutet die Situation. Er trennt sich sofort von Kamma, die am Boden zerstört ist.
Obwohl sich Maurices Gesundheitszustand in der Folgezeit rapide verschlechtert, kann Kamma eines Abends nicht an seinem Krankenbett weilen, da das Stück Pierrots Tod mit ihr und Zelten in den Hauptrollen an dem Tag seine Premiere erlebt. Bereits im Kostüm erfährt Kamma, dass Maurice im Sterben liegt. Sie eilt aus dem Theater zu ihrem Sohn. Es ist Lichtinger, der Kamma in ihrer Wohnung abholt, um die Premiere nicht zu gefährden. Die Vorstellung beginnt. Kurz vor Beginn des letzten Aktes erscheint eine Krankenschwester hinter der Bühne und teilt Kamma mit, dass Maurice gestorben sei. Kamma ist starr vor Trauer. Als sie Zelten, der ebenfalls vom Tod seines Sohnes erfahren hat, unbeeindruckt mit Harriet flirten sieht, sinnt sie nach Rache. In der letzten Szene haben sich Kamma und Zelten ein Fechtduell zu liefern, in dem Kamma als Pierrot zu sterben hat. Die Degen sind durch Schutzhüllen an den Spitzen ungefährlich. Kamma entfernt heimlich die Hüllen. Der letzte Akt beginnt und Zelten „tötet“ den Pierrot buchgemäß durch einen Stich in die Brust. Kamma ringt vor den Augen des begeisterten Publikums mit dem Tod. Der Vorhang fällt und die Mitwirkenden erkennen erst jetzt, dass Kamma tatsächlich schwer verletzt ist. Sie eilen zu ihr und Kamma stirbt in ihren Armen.

## Produktion
Komödianten wurde im Sommer 1912 innerhalb einer Woche im Bioscop-Atelier in Neubabelsberg gedreht. Die Bauten des Films schuf Robert A. Dietrich. Es war der erste in Deutschland entstandene Film Nielsens und Gads, bei dem nicht Guido Seeber, sondern Karl Hasselmann  als Kameramann fungierte.
Die Zensur belegte den Film am 19. Dezember 1912 mit einem Jugendverbot. Komödianten erlebte am 31. Januar 1913 in Berlin seine Premiere. Es war nach Der Totentanz, Die Kinder des Generals, Wenn die Maske fällt, Das Mädchen ohne Vaterland und Jugend und Tollheit der sechste Teil der Asta Nielsen/Urban Gad-Serie 1912/13. Im März 1913 lief der Film in den französischen Kinos an (als Les comédiens) und kam am 31. März 1913 unter dem Titel Komedianter auch in die dänischen Kinos.
Es ist keine erhaltene vollständige Kopie des 802 Meter (ca. 29 Minuten bei 24 Bildern/s) langen Films bekannt. Von 2005 bis 2006 wurde im Rahmen eines durch das dänische Kulturministerium geförderten Projektes in Archiven intensiv nach erhaltenen Kopien oder Fragmenten von Filmen mit Beteiligung Asta Nielsens gesucht. Dabei konnte im Danske Filminstitut ein kurzes Fragment des Filmes gefunden werden. Das 30-seitige Originaldrehbuch zum Film befindet sich ebenfalls im Besitz des Danske Filminstitut.

## Kritik
Die zeitgenössische Reklame lobte den Film: „Hier erleben wir die ganze dramatische Wucht des Werkes, dem Asta Nielsen ihre überragende Kunst leiht“, wurde der Film angepriesen.
Asta Nielsen erinnerte sich 1928 rückblickend an die Grundgedanken der zentralen Stelle des Films um Pierrot und den Tod des Kindes: „Es galt den Kampf um die Stimmung, die Gegenüberstellung tändelnder Liebeslockung und zu verbergenden Mutterleids. Über den Eindruck des Todes mußte die Lebenslust zum Siege geführt werden. Leoncavallos lachender Bajazzo stand dabei traurig im Hintergrund Pate.“ Nielsens Filmauftritt mit Pierrotkappe, die das Haar vollkommen verdeckte, sorgte nach Erscheinen von Komödianten für Protestbriefe der Zuschauer.